# Кольцов-Мосальский, Андрей Михайлович
Князь Андрей Михайлович Кольцов-Мосальский (ум. 1703) — стольник, московский дворянин и воевода во времена правления Алексея Михайловича, Фёдора Алексеевича, Софьи Алексеевны и Петра I.
Представитель княжеского рода Кольцовых-Мосальских, второй сын князя Михаила Андреевича Кольцова-Мосальского. Имел братьев, князей: Ивана, Фёдора и Бориса Михайловичей.

## Биография

### Служба Алексею Михайловичу
В 1650 году ведал Рязанские засеки. 
3 сентября 1667 года пожалован в стряпчие. 
В 1668 году показан московским дворянином. 
В 1671 году упомянут на государевом смотру в селе Семёновском. В этом же году в числе стряпчих участвовал в приёме польских послов и показан на службе в сотне стряпчих. а с ним "две лошади простых, людей с боем пять человек".
В 1671—1675 годах сопровождал государя в летних и зимних поездках. 6 августа 1675 года разжалован в жильцы, за то, что подстриг у себя на голове волосы, в том же году прощён и снова пожалован в стряпчие. 

#### Служба Фёдору Алексеевичу
В 1676 году пожалован в стольники.  
В 1677 году воевода, ведал Рязанской засекой. В этом же году в чине стольника сопровождал Государя по монастырям и участвовал во встрече голландского посла, был головою у первой сотни жильцов.  
В 1679—1680 годах участник Киевского похода.  
В 1681—1684 годах воевода в Томске. В 1681 году за ним числилось "крестьян пашенных 268 дворов, людей с боем 6 человек, да с 45 дворов 4 человека".

##### Служба Софье Алексеевне
В 1686 году пожалован за службы придачей к поместному окладу 350 четвертей земли и 50 рублей. В Боярских списках этого года показан его оклад вновь поместный 650 четвертей, денег 45 рублей, да придачи для объявления блаженной памяти великого государя, как он государь был царевичем 100 чети и денег 12 рублей. 
В обоих 1687 и 1689 годов Крымских походах был в Большом полку князя Василия Васильевича Голицына «у стольников в ротмистрах», во втором походе был ранен. За Крымские походы пожалован: за 1-й поместным окладом 200 четвертей земли и 30 рублей, за 2-й 180 четвертей и 29 рублей. а за ранение прибавка в 50 четвертей земли и 5 рублей.
В 1689 году сопровождал Государя в его богомольном походе в Троице-Сергиев монастырь, за что пожалован золотым. В этом же году вновь пожалован придачей к поместному окладу в 210 десятин земли и 64 рубля.
В 1697 году участник Азовского похода, в полку боярина и воеводы А. С. Шеина. По завоевании города определён к его строению. В этом же году упомянут при постройке Таганрога.
В 1698 году воевода в Севске, за что  жалован золотым.
Владел поместьями и вотчинами в Мосальском, Галицком, Калужском, Тарусского, Вологодском, Рязанском, Владимирском, Коломенском и Московском уездах.
Умер до октября 1703 года.

## Семья
Женат дважды: первым браком на Анне Александровне, урождённой Измайловой; вторым браком Федоре Семёновне, вдове Ивана Кондратьевича Елагина.
От первого брака имел четырёх сыновей:
- Дмитрий Андреевич (ум. 1718) — жилец, подполковник и в 1698 году воевода в Севске вместе с отцом, сослан в ссылку в Азов (1706).
- Алексей Андреевич
- Василий Андреевич (1666—1733) — майор.
- Иван Андреевич (1673—1737) — майор, женат на Наталье Петровне Воейковой.